# OUT THE BOX
『OUT THE BOX』（アウト・ザ・ボックス）は、堂珍嘉邦1枚目のアルバム。2013年2月27日発売。発売元はScalear。

## 解説
堂珍は、楽曲を以下のように語っている。
3曲目「なわけないし」について「自分のパーソナルな部分を面白おかしく書いてる」。
8曲目「OKOKO」とは「怒っているの?を意味する造語で「最速の時間で完成した、20分で。自分の無責任な男の像を、フィクションかノンフィクションか秘密ですけど」。
10曲目「Adored」のタイトルは編曲のAliが名づけ「崇拝してほしい」という意味。
11曲目「Lasers」について「自分の想いとか願いとか限りなく行き届いて欲しい、未来とか。元気になって」と述べている。

## リリース
初回限定盤と通常盤の2形態で発売。
初回限定盤はDVD同梱、通常盤初回封入特典はオリジナルカレンダー。

## キャンペーン
「王様のブランチ」2013年1月エンディングテーマで、同年2月6日発売シングル「handle me right」とのW購入者応募特典として「堂珍嘉邦スペシャルUSBフラッシュメモリ」と「堂珍嘉邦スペシャルランチボックス」の2つが用意された。
堂珍は発売日の2月27日、代官山 蔦屋書店にて購入当選者限定ミニライブ・トークショー・サイン会を開催した。

## 収録曲
作詞：堂珍嘉邦（特記以外）

### CD
1. handle me right -album ver.-[5:19]
作詞・作曲：堂珍嘉邦・Ali／編曲：Ali
2. Shout [4:17]
作曲：堂珍嘉邦・Josh Wilbur・FULL FORCE／編曲：Josh Wilbur
3. なわけないし [4:34]
作詞・作曲：堂珍嘉邦・Ali／編曲：Ali
4. Reload[3:55]
作曲：堂珍嘉邦・Josh Wilbur・Kevin Billingslea／編曲：Josh Wilbur
TBSテレビ「王様のブランチ」2013年2・3月エンディング・テーマ
5. SUNRISE[4:14]
作曲・編曲：Johnny Mosegaard Pedersen・Keely Hawkes・Michael Jay・Chesney Hawkesen
6. 未来ハンモック[4:49]
作詞：Akeboshi・尾上文／作曲：Akeboshi／編曲：堀向彦輝
7. hummingbird [3:52]
作曲：堂珍嘉邦・Josh Wilbur・Kevin Billingslea／編曲：Josh Wilbur
8. OKOKO [4:01]
作曲：山本加津彦／編曲：山本加津彦・丸谷マナブ
9. OUT THE BOX [3:32]
作曲：堂珍嘉邦・Josh Wilbur／編曲：Josh Wilbur
10. Adored [3:47]
作曲・編曲：Ali
11. Lasers [3:39]
作曲：Iain James・Karen Poole・Adam Midgely・Tommy Baxter／
編曲：Tommy Baxter・Adam Midgely／追加編曲：吉岡たく

### DVD（初回限定盤）
1. Shout
2. hummingbird
3. handle me right
4. Reload - Live「Ala Musique」@渋谷公会堂 -
5. hummingbird - Live「Ala Musique」@渋谷公会堂
6. handle me right - Live「Ala Musique」@渋谷
7. 未来ハンモック - Live「Ala Musique」@渋谷公会堂

## 演奏
- Ali：Bass (#8)
- PABLO (Pay money To my Pain)：Guitars (#1.3.10)
- Abdul Alhazred：Drums (#1.3.10)
- FULL FORCE：Programming (#2)
- Josg Wilbur
  - Programming (#2.7.9)
  - Drums (#4)
  - Guitar (#9)
- Dave Elitch：Drums (#2.7.9)
- Gerry Charles：Keyboards (#2.9)
- Kevin Billingslea：Guitars (#2.4.7.9)
- 坂田学：Drums (#6)
- 伊平友樹：Guitar (#6)
- 真部裕ストリングス：Strings (#6)